# Charvieu-Chavagneux
Charvieu-Chavagneux è un comune francese di 7 839 abitanti situato nel dipartimento dell'Isère della regione dell'Alvernia-Rodano-Alpi.

## Società

### Evoluzione demografica
Abitanti censiti

## Amministrazione

### Gemellaggi
- Nole
- Nauheim